# Flavijevci
Flavijevci, odnosno Flavijevska dinastija, označava tri rimska cara koja su vladala od 69. godine poznate kao »Godina četiri cara«, do 96. godine, kada je posljednji član ove dinastije bio ubijen, nakon čega je na presto stupila Antoninska dinastija. Sva tri cara nastavila su vladati uglavnom u okvirima principata kakvog ga je ustrojio još Oktavijan August, premda za vlade trećeg cara dalje jačaju apsolutističke tendencije.
- Vespazijan (69.―79.)
- Tit (79.―81.), stariji sin Vespazijanov
- Domicijan (81.―96.), mlađi sin Vespazijanov

## Vespazijan
Vespazijan je bio izuzetno uspješan rimski general koji je dobio vlast na velikom istočnom području Rimskog Carstva. Podupirao je Galbine carske pretenzije, ali nakon Galbine smrti i sam je postao pretendent na prijestolje. 
Nakon Otonova samoubojstva, Vespazijan je uspio preoteti zimske zalihe žita i tako zauzeo dobar položaj u odnosu na suparnika Vitelija. Vespazijanovi su pristaše 20. prosinca 69. godine uspjeli zauzeti Rim. 
Vitelija su ubili njegovi vlastiti vojnici, a Senat je sljedećeg dana proglasio Vespazijana carem.
Za razliku od julijevaca i klaudijevaca, Vespazijan je slabo mario za Senat. Na primjer, kao datum stupanja na vlast slavio je 1. srpnja, dan kad su ga vojnici proglasili carem, umjesto 21. prosinca, kad je Senat učinio isto. 
U kasnijim godinama je čak izbacivao neposlušnike iz Senata.
Vespazijan je uspio osloboditi Rim financijskih problema u koje je zaglibio zbog Neronove raskoši i građanskih ratova. Velikim povećanjem (ponekad i udvostručenjem) poreza stvorio je višak u riznici i krenuo na velike javne projekte. 
Između ostaloga, naručio je gradnju Koloseuma i izgradio forum s hramom Mira u središtu.  
Uspješno je carevao provincijama, a njegovi su generali ugušili pobune u Siriji i Germaniji. Dapače, proširio je granice carstva u Germaniji i Britaniji. Stanovnike Hispanije proglasio je rimskim građanima.
Iako se carska vlast više nije smatrala nasljednom, Vespazijan je inzistirao da ga naslijede njegovi sinovi Tit Flavije i Domicijan. Tit, koji je postigao ratne uspjehe početkom očeve vladavine, činio se glavnim kandidatom, 
dok je Domicijan bio hirovitiji i neodgovorniji. Tit se pridružio ocu kao cenzor i konzul, te mu je pomogao da preustroji senatorsku čast. Vespazijan je umro 79. godine, a Tit je odmah proglašen carem.

## Tit
Titovu kratku vladavinu obilježile su nesreće: 79. godine je Vezuv zatrpao Pompeje, a 80. godine je požar poharao Rim. Ipak, Tit je bio vrlo darežljiv u obnovi, pa je postao omiljen u narodu. 
Ponosio se radom na golemom amfiteatru koji je započeo njegov otac. Koloseum još nije bio ni dovršen kad ga je Tit otvorio 80. godine raskošnom predstavom sa stotinu gladijatora, koja je trajala stotinu dana. 
Zgrada je dovršena tek pod Domicijanom. Tit je umro 81. u 41. godini; govorkalo se da ga je ubio brat.

## Domicijan
Domicijan nije održao bratov i očev ugled. Iako su njegove zločine možda preuveličale kasnije generacije, sigurno je da nije htio dijeliti vlast. Već i prije Domicijana se uobičajilo da car istovremeno 
drži mnogo položaja ustanovljenih u vrijeme republike (na primjer, položaje cenzora i tribuna), ali te položaje su mogli imati i drugi političari. 
Domicijan je htio sve položaje samo za sebe, čime je pobudio neprijateljstvo Senata i naroda.